# Pauladamsita
La pauladamsita és un mineral. Va ser anomenada en honor de Paul M. Adams, qui va descobrir-lo i ha participat en la descripcio de més d'una dotzena de nous minerals i en la determinació de l'estructura d'alguns més.

## Característiques
La pauladamsita és un hidròxid selenit sulfat de coure dihidratat de fórmula química Cu₄(SeO₃)(SO₄)(OH)₄·2H₂O. Cristal·litza en el sistema triclínic en forma de fulles, de 0,5 mm, allargades al llarg de [100] i aplanades en {001}; típicament agrupades radialment. La seva duresa a l'escala de Mohs és 2.
Els exemplars que van servir per a determinar l'espècie, el que es coneix com a material tipus, es troben conservats a les col·leccions del Museu d'Història Natural del Comtat de Los Angeles (nombres de catàleg 65569, 65570, 65571, 65572 i 65573).

## Formació i jaciments
La pauladamsita es forma en la zona d'oxidació d'un dipòsit polimetàl·lic hidrotermal de sulfur. Va ser descoberta a la mina Santa Rosa (Comtat d'Inyo, Califòrnia, Estats Units). També ha estat descrita al Comtat de Mono (Califòrnia).